# アルベルト・ゼッダ

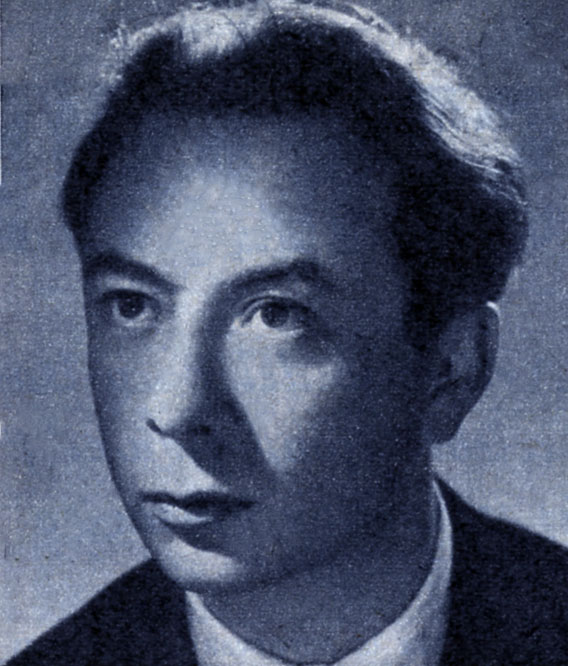
アルベルト・ゼッダ（1957年）

アルベルト・ゼッダ（Alberto Zedda, 1928年1月2日 - 2017年3月6日、89歳没）は、イタリアの指揮者。

## 人物・来歴
アルベルト・ゼッダは、ロッシーニを中心とするイタリア・オペラの研究者としても広く知られる。ミラノ音楽院でアントニーノ・ヴォットー、カルロ・マリア・ジュリーニに師事、1960年代に始まったロッシーニ・ルネッサンスの立役者の一人となった。